# Thomas Seymour, 1. baron Seymour ze Sudeley
Thomas Seymour, 1. baron Seymour ze Sudeley (1508, Wulfhall – 20. března 1549, Tower) byl anglický šlechtic a bratr královny Jany Seymourové a státníka Edwarda Seymoura.

## Životopis
Thomas Seymour byl čtvrtým synem sira Johna Seymoura a jeho manželky Margery Wentworthové. Dětství strávil na zámku Wulfhall v hrabství Wiltshire, což bylo rodinné sídlo Seymourových. Historik David Starkey popisuje Thomase jako vysokého, dobře stavěného muže s vousem a světle hnědými vlasy. Sir Nicholas Throckmorton jej popsal jako odvážného, moudrého a liberálního šlechtice.
Vzhledem k postavení svého otce u královského dvora, který byl mj. anglickým vyslancem ve Francii, a ke svému blízkému příbuzenskému vztahu s třetí chotí krále Jindřicha VIII. Jane Seymourovou se stal významným tudorovským dvořanem. Král jej často pověřoval diplomatickými posláními. Po smrti Jindřicha VIII. se Thomas Seymour oženil s vdovou po králi Kateřinou Parrovou. Je známo, že se ucházel o přízeň mladistvé pozdější královny Alžběty I., svěřené do péče jeho manželky. Po incidentu v komnatách krále Eduarda VI., který byl ještě dítě, jej královská rada obvinila z velezrady a odsoudila k trestu smrti. Byl popraven 20. března roku 1549.